# Вотинов, Африкан Иванович
Африкан Иванович Вотинов (1918—1967) — старшина Рабоче-крестьянской Красной Армии, участник Великой Отечественной войны, Герой Советского Союза (1945).

## Биография
Африкан Вотинов родился 26 февраля 1918 года в посёлке Никитинский завод (ныне Майкор, Пермский край) в рабочей семье. В 1934 году окончил семилетнюю школу, после чего работал учеником слесаря, затем слесарем на Майкорском металлургическом заводе. С 1936 года Вотинов был сварщиком на азотно-туковом заводе в городе Березники. В 1938 году он был призван на службу в Пограничные войска НКВД СССР Ворошиловским районным военным комиссариатом Пермской области. Окончил четвёртую морскую пограничную школу младшего начальствующего состава. Служил на Камчатке, был старшиной пограничного катера. С августа 1942 года — на фронтах Великой Отечественной войны.
С июня 1944 года старший сержант Африкан Вотинов командовал отделением 143-го стрелкового полка 224-й стрелковой дивизии 59-й армии Ленинградского фронта. Отличился во время боёв с финскими войсками на островах в Выборгском заливе. Утром 4 июля 1944 года Вотинов с бойцами отделения высадился на острове Сурнион-Сари (Крепыш), обеспечив высадку всего взвода без потерь. Когда в глубине острова получил тяжёлое ранение командир взвода, финские подразделения перешли в контратаку. Приняв командование на себя, Вотинов поднял взвод в атаку, отбив атаку. В бою Вотинов лично уничтожил 8 солдат и 1 офицера. После освобождения Сурнион-Сари отделение Вотинова переправилось через пролив и высадилось на остров Эсси-Сари. Когда одна из рот была прижата к земле сильным огнём противника, Вотинов со своим взводом атаковал его с фланга, забросав гранатами дома, откуда вёлся наиболее сильный огонь. 6 июля взвод участвовал в освобождении острова Ракха-Сари, захватив Безымянный остров и отрезав путь противнику к отступлению.
Указом Президиума Верховного Совета СССР от 24 марта 1945 года за «образцовое выполнение боевых заданий командования на фронте борьбы с немецкими захватчиками и проявленные при этом мужество и героизм» старший сержант Африкан Вотинов был удостоен высокого звания Героя Советского Союза с вручением ордена Ленина и медали «Золотая Звезда» за номером 4716.
В декабре 1944 года Вотинов был отозван с фронта и направлен на учёбу в Асиновское пехотное училище в Томской области, однако окончить его не успел и в октябре 1945 года был демобилизован. Первоначально работал начальником отдела кадров Майкорского металлургического завода. В октябре 1946 года Вотинов поступил на сверхсрочную службу в погранвойска. В 1956 году он в звании старшины был демобилизован. Проживал в Томске. С 1958 года он работал механиком в лаборатории телевидения Томского политехнического института, затем сотрудником кафедры радиопередающих устройств в институте радиоэлектроники и электронной техники. Умер 20 (по другим данным — 28) марта 1967 года, похоронен на Северном кладбище (другие названия кладбища ― Старое, Томск-II).
Был также награждён орденами Славы 3-й степени и Красной Звезды, а также рядом медалей.